# 维拉尔莱栋布站
维拉尔莱栋布站，是法国的一个铁路车站，位于法国城市维拉尔莱栋布。

## 位置
维拉尔莱栋布站位于维拉尔莱栋布市区的西部。车站大致呈南北走向，开口朝东。车站包括1个岛式站台和1个侧式站台，共三个车道，车站北侧的人行天桥可连接岛式站台。

## 设施
维拉尔莱栋布站设有人工售票窗口，其开放时间如下：
- 周一至五：9:00~12:40和13:00~19:30
- 周六、周日及节假日：10:30~12:30和14:00~19:00

此外，维拉尔莱栋布站还设有自动售票机，位于车站站房的北侧，可出售有效期为7天的TER列车车票。

## 站台设置
| 西↑ |             |               |                       |
| 3道 |             | 始发车/终到车 | 里昂方向←             |
|     | 岛式        |               |                       |
| 2道 |             | 过路车        | 布雷斯地区布尔格方向→ |
| 1道 |             | 过路车        | ←里昂方向             |
|     | 侧式 主站房 |               |                       |
| 东↓ |             |               |                       |

## 停靠线路
以下列车线路在维拉尔莱栋布站停靠：
| 维拉尔莱栋布站列车线路表 |      |                |                |              |
| 线路                     | 车种 | 上一站         | 下一站         | 大致运行频率 |
| 布雷斯地区布尔格—里昂    | TER  | 马尔留-沙蒂永  | 圣马塞勒昂东布 | 每天9趟左右  |
| 维拉尔莱栋布—里昂        | TER  | （起点）       | 圣马塞勒昂东布 | 每天2趟左右  |
| 里昂→隆斯勒索涅          | TER  | 圣马塞勒昂东布 | 马尔留-沙蒂永  | [ 註 3 ]     |
| 1. 2. 3.                 |      |                |                |              |

## 配套交通

### 长途客车
| 停靠维拉尔莱栋布站的大巴车 |                      | |
| 上下车地点                 | 运营单位             | 主要目的地 |
| 维拉尔莱栋布站门口         | 安省城际客运 Car Ain | - 101线：弗尔萨约、沙拉蒙 - 102线：布利尼厄、桑德朗、沙拉龙恩河畔沙蒂利翁 - 191线：昂贝略昂东布、圣特里维埃德库尔特、美丽城 |
| 维拉尔莱栋布站门口         | SNCF Car TER         | 当某条铁路线施工或罢工时，SNCF可能也会提供途径该线路沿途站点的大巴车                                                        |
| 1. 2. 3.                   |                      | |

### 市内交通
维拉尔莱栋布站附近暂无城市公共交通线路经过。

### 社会车辆
维拉尔莱栋布站门口北侧设有社会车辆停车场。

## 临近车站
| 维拉尔莱栋布站（Gare de Villars-les-Dombes） |                    |                 |
| 上行车站                                     | 线路               | 下行车站        |
| 圣马塞勒昂东布站                             | 里昂－布昂佩斯铁路 | 马尔留-沙蒂永站 |
| - 本表仅显示运营中的线路及车站 1.            |                    |                 |